# Стівен Сміт (боксер)
Стівен Френсіс Сміт (англ. Stephen Francis Smith; 22 липня 1985, Ліверпуль) — британський професійний боксер, призер чемпіонату Європи серед аматорів.

## Ранні роки
Стівен Сміт ріс у великій сім'ї — у нього три брата та дві сестри. Усі його брати (Пол, Ліам, Каллум) займалися боксом і згодом стали професійними боксерами.

## Аматорська кар'єра
Змагаючись серед аматорів, Стівен 2006 року став чемпіоном Ігор Співдружності. Того ж року завоював бронзову медаль на чемпіонаті Європи.
- В 1/8 фіналу переміг Анджея Лічика (Польща) — RSCO 3
- У чвертьфіналі переміг Михайла Бернадського (Білорусь) — 28-16
- У півфіналі програв Альберту Селімову (Росія) — RSCO 2

На чемпіонаті світу 2007 програв у першому бою.

## Професіональна кар'єра
У червні 2008 року Стівен Сміт перейшов до професійного боксу. 2010 року став чемпіоном Співдружності, а 2011 — чемпіоном Великої Британії BBBofC British у напівлегкій вазі.
17 вересня 2011 року у тринадцятому бою зазнав першої поразки від валійця Лі Селбі.
16 квітня 2016 року вийшов на бій за титул чемпіона світу за версією IBF у другій напівлегкій вазі і програв одностайним рішенням суддів Хосе Педраса (Пуерто-Рико).
12 листопада 2016 року вийшов на бій за титул чемпіона світу за версією WBA (Regular) у другій напівлегкій вазі проти Джейсона Соса (США) і знов програв одностайним рішенням суддів.